# Jindřich Opper
Jindřich Georges Stephane Adolphe Opper, známý také jako Henri Opper de Blowitz (28. prosince 1825, Blovice – 18. ledna 1903 Paříž) byl světově známý český novinář židovského původu.

## Životopis
V 15 letech odešel z domova, na cestách se naučil řadu jazyků. V roce 1859 se oženil s bohatou vdovou, která byla o 11 let starší než on.
Ač neuměl dobře anglicky, od roku 1871 se stal novinářem The Times a v této profesi se ve své době velmi proslavil. Vedl řadu rozhovorů s předními osobnostmi politické scény, např. s říšským kancléřem Otto von Bismarckem, španělským králem Alfonsem XII., císařem Napoleonem III., ale také papežem Lvem XIII.
Největšího úspěchu v roli novináře se dočkal roku 1878, kdy se mu podařilo získat text Berlínské smlouvy a nechat ho publikovat téhož dne, kdy politici na Berlínském kongresu dokument teprve podepisovali. Téhož roku byl oceněn Řádem čestné legie.

## Zajímavosti
V roce 2015 uvedlo pražské Divadlo pod Palmovkou komedii Henri de Blowitz. Hra je kombinací skutečného životopisu titulní postavy a fikce.